# 타카기 레이코
타카기 레이코(高木 礼子, 1973년 11월 26일 ~ )는 일본의 성우이다. 현 시그마 세븐 소속이자, 전 아트비전 소속.

## 출연작

### TV 애니메이션
2000년
- 러브히나(가오라 스우)

2003년
- 울트라 매니악(리오)
- D.C. 다카포(아사쿠라 쥰이치[어릴적])

2004년
- 미도리의 나날(아야세 다카코)

2005년
- D.C.S.S. 다카포 세컨드 시리즈(아사쿠라 쥰이치[어릴적])

2006년
- 금색의 코르다 ~primo passo~(히노 카호코)

2007년
- 영국사랑이야기 엠마 제2막(토마스)
- 캐릭캐릭 체인지(호토리 타다세)

2008년
- 노기자카 하루카의 비밀(아사쿠라 노부나가)

2009년
- 하늘 가는대로 (에도가와 마사시)
- 하늘 가는대로  (오야기 가호루)

2010년
- 공주로 변신! 동화틱 아이돌 리루프릿 (세이)

### OVA
2005년
- 박살천사 도쿠로(구사카베 사쿠라, 미나미)

2007년
- 박살천사 도쿠로 세컨드(쿠사카베 사쿠라, 미나미)

### 게임
1996년
- 파이어 우먼 전조 (히이라기 유우)

2000년
- 강철의 포효 워십 커맨더 (나기)

2001년
- Imitation Lover (구르스 이쓰키) : 笠原准 명의
- 마법소녀 아이 (마에다 지에) : 笠原准 명의

2002년
- 강철의 포효2 워십 커맨더 (통신사)
- 소울칼리버II (카산드라 알렉산드라)
- 마법소녀 아이2 (린) : 笠原准 명의

2003년
- Infantaria XP (켈샤, 기리코) : 笠原美准 명의

2005년
- 게임이 되었어! 도쿠로 ~건강진단 대작전~ (쿠사카베 사쿠라)
- 소울칼리버III (카산드라 알렉산드라)

2006년
- 록맨 록맨 (카트맨)
- 일곱빛깔★드롭스 (후카미치 노부코) : 笠原准 명의

2007년
- R.U.R.U.R ~루·루·루·루~ 이 이 때문에, 적어도 깨끗한 밤하늘을 (이치히코) : 笠原准 명의
- Clear -클리어- (모치즈키 마사루, 볼런티어(자원 봉사자)부 부장, 헤라) : 笠原准 명의
- 소문의 미도리!! 여름색의 스트라이커 (사가라 고우키)
- 기동전사 건담 스피릿 오브 지온 (나오 제시카 하카 중사)

2008년
- 캐릭캐릭 체인지 3개의 알과 사랑스러운 조커 (호토리 다다세)
- 소문의 미도리!! 두 사람의 미도리!? (사가라 고우키)